# Gela Saalischwili
Gela Saalischwili (georgisch გელა ზაალიშვილი, englische Schreibweise Gela Zaalishvili; * 19. August 1999) ist ein georgischer Judoka.

## Sportliche Karriere
Gela Saalischwili kämpft im Schwergewicht, der Gewichtsklasse über 100 Kilogramm. Bis 2016 war er in der für diese Altersgruppe höchsten Gewichtsklasse über 90 Kilogramm aktiv.
Saalischwili war 2015 Dritter der U18-Europameisterschaften und Dritter der Kadettenweltmeisterschaften. 2017 wurde er Dritter der Junioreneuropameisterschaften und der U23-Europameisterschaften. Im September 2018 siegte er bei den Junioreneuropameisterschaften. Einen Monat später bezwang er im Finale der Juniorenweltmeisterschaften den Österreicher Stephan Hegyi. Im Mai 2019 gewann er beim Grand Slam in Baku sein erstes Grand-Slam-Turnier. Im September 2019 wurde er abermals Junioreneuropameister. Bei den Juniorenweltmeisterschaften 2019 schied er in seinem Auftaktkampf gegen den späteren Juniorenweltmeister Sosuke Matsumura aus Japan aus.
Nach der Wettkampfpause wegen der COVID-19-Pandemie erreichte Saalischwili im November 2020 das Finale der U23-Europameisterschaften und unterlag dann dem Ungarn Richárd Sipőcz. Nach seinem Grand-Slam-Sieg in Tel Aviv im Februar 2021 gewann er im März 2021 auch den Grand Slam in Tiflis. bei den Weltmeisterschaften 2021 in Budapest erreichte er das Halbfinale durch einen Sieg über den Niederländer Roy Meyer. Nach seiner Halbfinalniederlage gegen den Russen Tamerlan Baschajew verlor Saalischwili auch den Kampf um Bronze gegen den Ukrainer Jakiw Chammo. Im November 2021 erkämpfte er eine Bronzemedaille bei den U23-Weltmeisterschaften. 2022 verteidigte er seinen Titel beim Grand-Slam-Turnier in Tiflis.